# 舒楠
舒楠（1971年—），男，安徽淮南人，中国作曲家，中国电影家协会会员。现为中国人民解放军空军政治工作部文工团作曲家。滁州师专（现滁州学院）音乐系毕业。

## 生平
舒楠的父亲汪东升曾任舒城县人民法院院长、舒城县人民代表大会副主任等职。舒楠年幼时，汪东升和妻子被下放到舒城县晓天镇黄河村，舒楠与父母在村里住了14年。1992年，舒楠从滁州师范专科学校音乐系毕业，同年到淮南少年宫担任音乐教师。后来，他辞职南下，到广州工作，1995年签约广州太平洋影音公司，1997年成为公司音乐监制，为公司旗下歌手金学峰创作《笨鸟先飞》。

## 作品
其配乐及作曲的作品有：《建国大业》、《让子弹飞》、《建党伟业》、《生死不离》、《站起来》、《一步之遥》、《香巴拉信使》、《夏天有风吹过》、《一个人的奥林匹克》、《走着瞧》、《星海》、《爱不悔》、《杨善洲》、《辉煌中国》、《花开新时代——中央电视台2018年六一晚会》、《灯火里的中国》等。

## 奖项和荣誉
2007年10月，舒楠凭借电影《香巴拉信使》的音乐制作，获第26届“中国电影金鸡奖”“最佳音乐奖”。